# Onkologia kliniczna

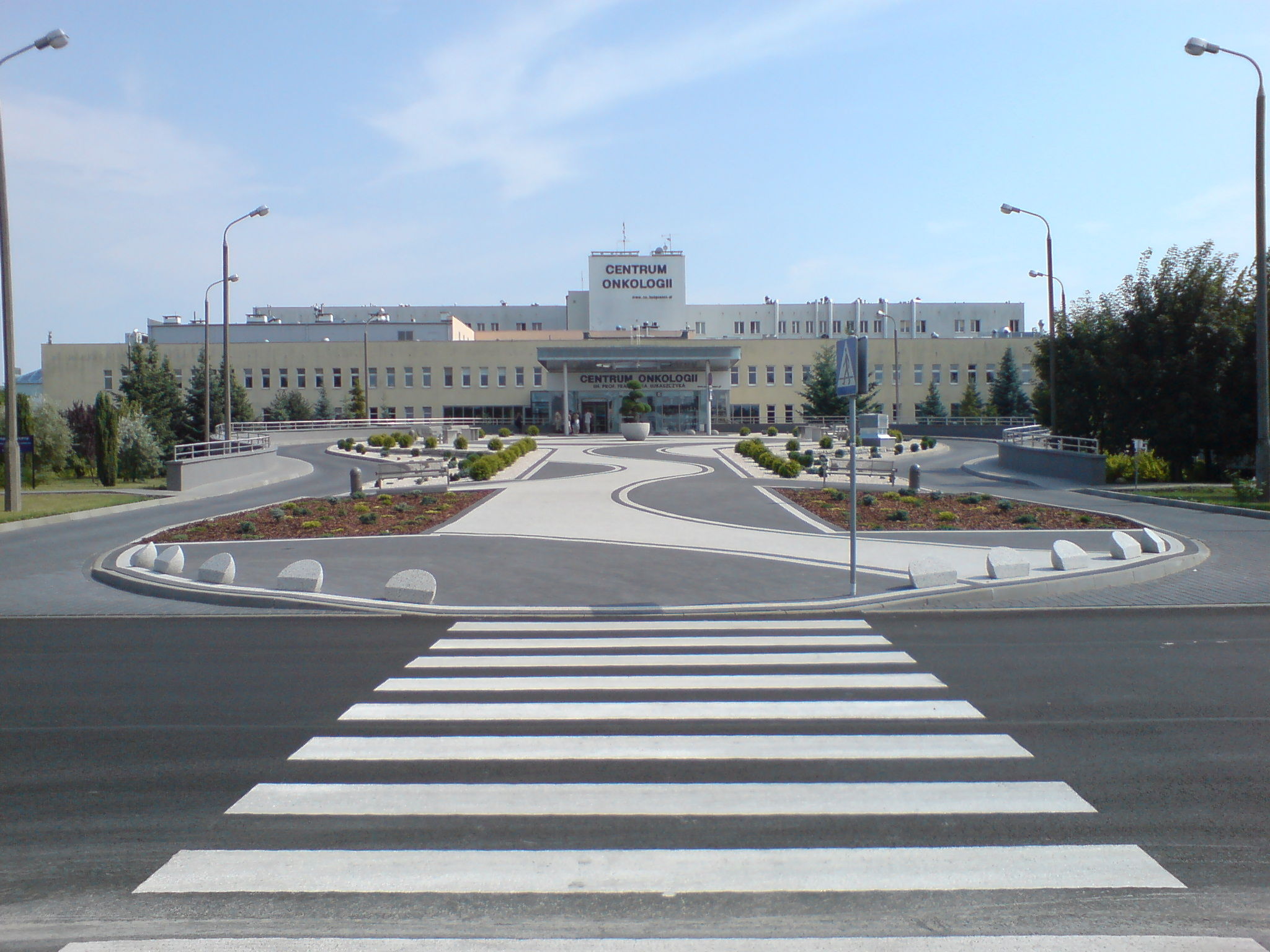
Centrum Onkologii im. prof. Franciszka Łukaszczyka w Bydgoszczy

Onkologia kliniczna – dziedzina medycyny zajmująca się diagnostyką, profilaktyką i leczeniem ogólnoustrojowym oraz wspomagającym (także w połączeniu z radioterapią i leczeniem chirurgicznym) nowotworów. W Polsce onkologia kliniczna jest priorytetową dziedziną medycyny oraz specjalizacją lekarską. Jej konsultantem krajowym od 23 lipca 2018 jest prof. dr hab. Maciej Krzakowski.

## Obszar działania
Nowotwory złośliwe były kiedyś chorobami leczonymi głównie przez chirurgów. Wraz z pojawieniem się leków przeciwnowotworowych pacjentami coraz częściej zajmować się musieli interniści. Z uwagi na specyfikę tych leków następowało wydzielanie się spośród internistów wyspecjalizowanej grupy – pojawiła się chemioterapia nowotworów, jako specjalność szczegółowa medycyny wewnętrznej, zastąpiona obecnie przez onkologię kliniczną. Najogólniej rzecz biorąc specjaliści w tej dziedzinie zajmują się planowaniem diagnostyki oraz każdym rodzajem leczenia pacjentów onkologicznych, który nie wiąże się z wykonywaniem procedur chirurgicznych. W Polsce także radioterapię wyłączono do odrębnej specjalności.